# Mei 2018
Dit artikel geeft een chronologisch overzicht van de belangrijkste gebeurtenissen per dag in de maand mei van het jaar 2018.

## Gebeurtenissen

### 1 mei
- Minstens dertig mensen komen om bij twee bomaanslagen in een moskee en op een markt in de Nigeriaanse stad Mubi. Vermoed wordt dat Boko Haram achter de aanslagen zit.[1]Wikinieuws
- De Amerikaanse gitaarproducent Gibson vraagt het faillissement aan.[2]
- Bij zware onlusten in de marge van de 1 mei-optocht in de Franse hoofdstad Parijs worden de ordediensten met projectielen bekogeld door anarchistische relschoppers. Auto's en winkels worden in brand gestoken. Zo'n 200 personen worden gearresteerd.[3]

### 12 mei
- Club Brugge behaalt voor de vijftiende keer in haar bestaan de Belgische landstitel in het voetbal.[4]

### 13 mei
- In Lissabon wint Israël het Eurovisiesongfestival met het liedje "Toy" door Netta.[5]

### 14 mei
- Bij confrontaties tussen demonstrerende Palestijnen en het Israëlische leger aan de grens bij de Gazastrook vallen aan Palestijnse zijde zeker 60 doden en meer dan 2700 gewonden. Wikinieuws

### 17 mei
- Tijdens een politieactie tegen mensensmokkelaars in de buurt van het Waalse dorpje Maisières wordt het tweejarige Koerdische meisje Mawda Shawri door een politiekogel gedood.[6]

### 18 mei
- Cubana de Aviación-vlucht 972 stort neer na het opstijgen vanaf José Martí International Airport bij Havana in Cuba. Er vallen 112 doden. Wikinieuws""
- Bij een schietpartij op een middelbare school in Santa Fe in Texas vallen zeker 10 doden. Wikinieuws

### 19 mei
- In de Democratische Republiek Congo is opnieuw een epidemie van ebola uitgebroken. Er zijn reeds 17 dodelijke slachtoffers.[7]
- De Belgische film Girl van cineast Lucas Dhont wint vier prijzen op het Filmfestival van Cannes, waaronder de Caméra d'Or, de prijs voor het beste debuut.[8]

### 25 mei
- Artsen zonder Grenzen meldt dat op 23 mei minstens 15 migranten zijn gedood toen ze probeerden te vluchten uit een gevangenis bij Bani Walid, waar ze werden vastgehouden door mensensmokkelaars.[9]

### 26 mei
- In de Belgische provincie Limburg vindt om 00.43 uur een aardbeving plaats met een kracht van 3,7 op de schaal van Richter. Het epicentrum bevindt zich in de omgeving van Meeuwen.[10]
- In het attractiepark Europa-Park woedt een zware brand. Het vuur ontstaat in een magazijn en slaat over op de attractie 'Piraten in Batavia ', die helemaal in vlammen opgaat.[11]
- De Belgische zevenkampster Nafissatou Thiam is de eerste die er in haar discipline in slaagt om hoger dan twee meter te springen. In de zevenkamp in het Oostenrijkse Götzis gaat ze over 2.01m, meteen ook de beste jaarprestatie voor het hoogspringen bij de vrouwen.[12]

### 29 mei
- Op de Boulevard d'Avroy in Luik schiet een 31-jarige man drie mensen dood en wordt dan zelf doodgeschoten door de politie. IS eist de aanslag op. Wikinieuws

## Overleden
← · januari · februari · maart · april · mei · juni · juli · augustus · september · oktober · november · december ·  →